# Kỷ (Thiên can)
Kỷ là một trong số 10 can của Thiên can, thông thường được coi là thiên can thứ sáu, đứng trước nó là Mậu và đứng sau nó là Canh.
Về phương hướng thì Kỷ chỉ trung tâm. Theo Ngũ hành thì Kỷ tương ứng với Thổ, theo thuyết Âm-Dương thì Kỷ là Âm.
Thiên can gắn liền với chu kỳ sinh trưởng của thực vật. Kỷ tượng trưng cho sự hình thành của sinh mệnh mới, tức là sự ra hoa kết quả.
Năm trong lịch Gregory ứng với can Kỷ kết thúc là 9. Ví dụ 1969, 1979, 1989, 1999, 2009, 2019 v.v.

## Các can chi Kỷ
- Kỷ Sửu
- Kỷ Mão
- Kỷ Tỵ
- Kỷ Mùi
- Kỷ Dậu
- Kỷ Hợi